# Кхруа
Кхруа (*д/н — 1326) — узурпатор держави Ланна у 1319—1322 роках.

## Життєпис
Син правителя Менграя. Спочатку рав участь у військових кампаніях батька. Втім був відправлений геть Менграєм за жорстоке поводження з дружиною свого брата Чайсонгхрама. Згодом отримав посаду намісника Муангная (сучасного Моне).
1319 року виступив проти намісника Чіангмаю — свого небожа Сенпху, якого повалив захпоив владу. Втім не зміг повністю опанувати державою, хоча прийняв монарший титул. 1322 року зазнав поразки й був повалений іншим небожем Намтуамом. Перебував під вартою до самої смерті у 1326 році.